# Aborichthys garoensis
Aborichthys garoensis, vrsta malene ribe koja živi samo po malenim rijekama bogate kisikom i sa šljunkovitim dnom na planimnama Garo u Meghalayi, Indija, pritoke Brahmaputre. 
Ova malena riba, koja naraste tek do 3.8 centimetara, ribarima je nezanimljiva, ali je zbog uništavanja staništa možda postala ugrožena.
A. garoensis nalik je ostalimn vrstama ovog roda s karakterističnim brkovima kod ustiju i okomitim prugama po tijelu.